# Estrella (álbum)
Estrella es el cuarto álbum de estudio del cantante puertorriqueño Mora. Fue lanzado el 28 de agosto de 2023 a través del sello discográfico Rimas Entertainment.  El álbum cuenta con las colaboraciones de Yandel, Saiko, Arcangel, RaiNao, Dei V,  Álvaro Díaz.
Entre las canciones más destacadas se encuentra  «Reina» con Saiko, «Fantasías», «Diamonds» con Dei V, «Pólvora» con Yandel.

## Lista de Canciones
| Lista de canciones de Estrella |                              | |                                                                   |          |  |
| N.º                            | Título                       | Escritor(es)                                                                                          | Productor(es)                                                     | Duración |  |
| 1.                             | «MEDIA LUNA»                 | Gabriel Armando Mora Quintero                                                                         | Neneto                                                            | 2:16     |  |
| 2.                             | «PASAJERO»                   | Gabriel Armando Mora Quintero                                                                         | Bassyy • Hydro • Savceman36                                       | 2:30     |  |
| 3.                             | «PÓLVORA» (junto a Yandel)   | Gabriel Armando Mora Quintero • Llandel Veguilla Malavé • J Zam • Jay Rozz • Marval                   | Chochi "Dagold" • Soür Beat • NIKKO (CHL) • Machael               | 3:03     |  |
| 4.                             | «DONDE SE APRENDE A QUERER?» | Gabriel Armando Mora Quintero                                                                         | Ovy On The Drums • Machael                                        | 2:32     |  |
| 5.                             | «REINA» (junto a Saiko)      | Gabriel Armando Mora Quintero • Braxton Cook • One Rose • Jahaan Sweet • Machael• Malcolm Perry • uli | Jahaan Sweet, Machael, uli, Slim Jenkinz, Braxton Cook & One Rose | 3:32     |  |
| 6.                             | «FANTASÍAS»                  | Gabriel Armando Mora Quintero                                                                         | Sky Rompiendo • Machael                                           | 3:09     |  |
| 7.                             | «EL CHACAL»                  | Kamil Jacob Assad • Gabriel Armando Mora Quintero                                                     | Calle • Bassyy • Machael                                          | 3:19     |  |
| 8.                             | «LAGUNA» (junto a Arcangel)  | Gabriel Armando Mora Quintero • Austin Agustín Santos                                                 | Calle • Worries                                                   | 4:08     |  |
| 9.                             | «LOKITA»                     | MAG • Gabriel Armando Mora Quintero                                                                   | Byrd • MAG                                                        | 2:32     |  |
| 10.                            | «PIDE» (junto a RaiNao)      | Gabriel Armando Mora Quintero • Naomi Ramírez                                                         | Sky Rompiendo                                                     | 3:29     |  |
| 11.                            | «UN DESEO» (junto a RaiNao)  | Gabriel Armando Mora Quintero • Naomi Ramírez                                                         | Sky Rompiendo • Michael • Wiso Rivera                             | 3:39     |  |
| 12.                            | «DIAMONDS» (junto a Dei V)   | David Gerardo Rivera • Gabriel Armando Mora Quintero                                                  | SHB • Nickhel • Scar (FRA) • Orlane (BEL)                         | 3:13     |  |
| 13.                            | «CÓRCEGA»                    | Gabriel Armando Mora Quintero • Jorge Álvaro Díaz Rodríguez                                           | Machael                                                           | 3:11     |  |
| 14.                            | «MAREA»                      | Gabriel Armando Mora Quintero                                                                         | Calle • Mad Boyy • Machael • Worries                              | 2:29     |  |
| 15.                            | «AYER Y HOY»                 | Gabriel Armando Mora Quintero                                                                         | Machael • Elikai                                                  | 5:19     |  |
| 48:03                          |                              | |                                                                   |          |  |